# Pedicularis cyclorhyncha
Pedicularis cyclorhyncha är en snyltrotsväxtart som beskrevs av Hui Lin Li. Pedicularis cyclorhyncha ingår i släktet spiror, och familjen snyltrotsväxter. Inga underarter finns listade i Catalogue of Life.